# Slănic (Prahova)
Pour les articles homonymes, voir Slănic.
Slănic est une ville roumaine du județ de Prahova, dans la région historique de Valachie et dans la région de développement du Sud.

## Géographie
La ville de Slănic est située dans le nord du județ, en Munténie (Grande Valachie), dans les Carpates Courbes, sur un sous-affluent de la rivière Teleajen, à 13 km au nord-ouest de Vălenii de Munte et à 40 km au nord de Ploiești, le chef-lieu du județ.
La température moyenne annuelle est de 9 °C (janvier −3,5 °C, juillet 19,5 °C). Les précipitations annuelles sont de 750 mm.
La municipalité est composée des trois localités suivantes (population en 1992) :
- Groșani ;
- Prăjani ;
- Slănic (4 127).

## Histoire
La première mention écrite de la ville date de 1532 mais la ville a une histoire beaucoup plus ancienne puisque des poteries daces ont été trouvées dans les ruines d'une forteresse lors de campagnes de fouilles à Piatra Verde.
Les mines de sel ont été exploitées dès l'Antiquité, à ciel ouvert comme dans les galeries souterraines. Le nom de la ville dérive d'ailleurs du mot slave slanicu qui signifie lieu salé. Slănic a obtenu le statut de ville en 1892.

## Politique
Le Conseil Municipal de Slănic compte 15 sièges de conseillers municipaux. À l'issue des élections municipales de juin 2008, Daneluș Costea (PRM) a été élu maire de la commune.
| Parti                             | Nombre de conseillers |
| --------------------------------- | --------------------- |
| 5Parti démocrate-libéral (PD-L)   |                       |
| Parti de la Grande Roumanie (PRM) | 4                     |
| 3Parti national libéral (PNL)     |                       |
| Parti social-démocrate (PSD)      | 2                     |
| Parti national démocrate-chrétien | 1                     |

## Religions
En 2002, la composition religieuse de la commune était la suivante :
- Chrétiens orthodoxes, 98,77 % ;
- Adventistes du septième jour, 0,73 %.

## Démographie
En 2002, la commune comptait 7 086 Roumains (99,62 %) et 23 Tsiganes (0,32 %).
| 1912  | 1930  | 1948  | 1956  | 1966  | 1977  | 1992  | 2002  | 2007  |
| ----- | ----- | ----- | ----- | ----- | ----- | ----- | ----- | ----- |
| 5 512 | 6 306 | 6 495 | 6 842 | 7 307 | 7 780 | 7 654 | 7 113 | 6 750 |

## Économie
L'économie de la commune repose sur l'exploitation du sel et le tourisme. La mine Cantacuzène est toujours en exploitation. Slănic est une station thermale réputée (utilisation des mines désaffectées) et possède des lacs d'eau salée qui attirent de nombreux touristes.

## Communications

### Routes
Slănic est située non loin de la route nationale DN1A Ploiești-Brașov.

### Voies ferrées
La ville est desservie par la ligne de chemin de fer Ploiești-Plopeni-Slănic.

## Lieux et monuments
- Mine de sel de Unirea (Salina veche) fermée à l'exploitation commerciale et équipée pour les visites touristiques (14 salles, dont certaines de 14 m de hauteur pour 32 m de largeur).

- Lacs salés de la Montagne de Sel (Muntele de Sare).

## Galerie

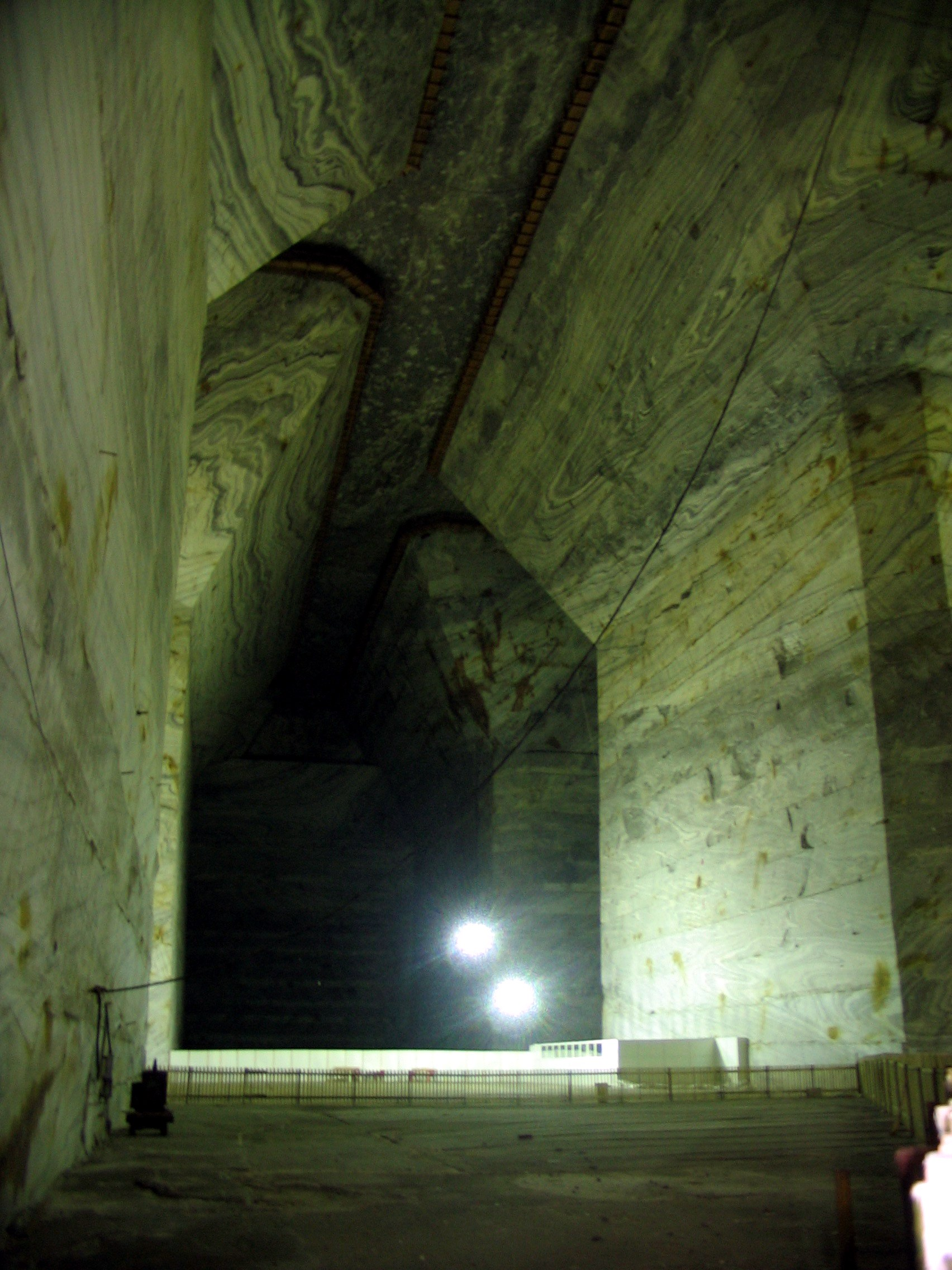
Une des salles de la mine d'Unirea
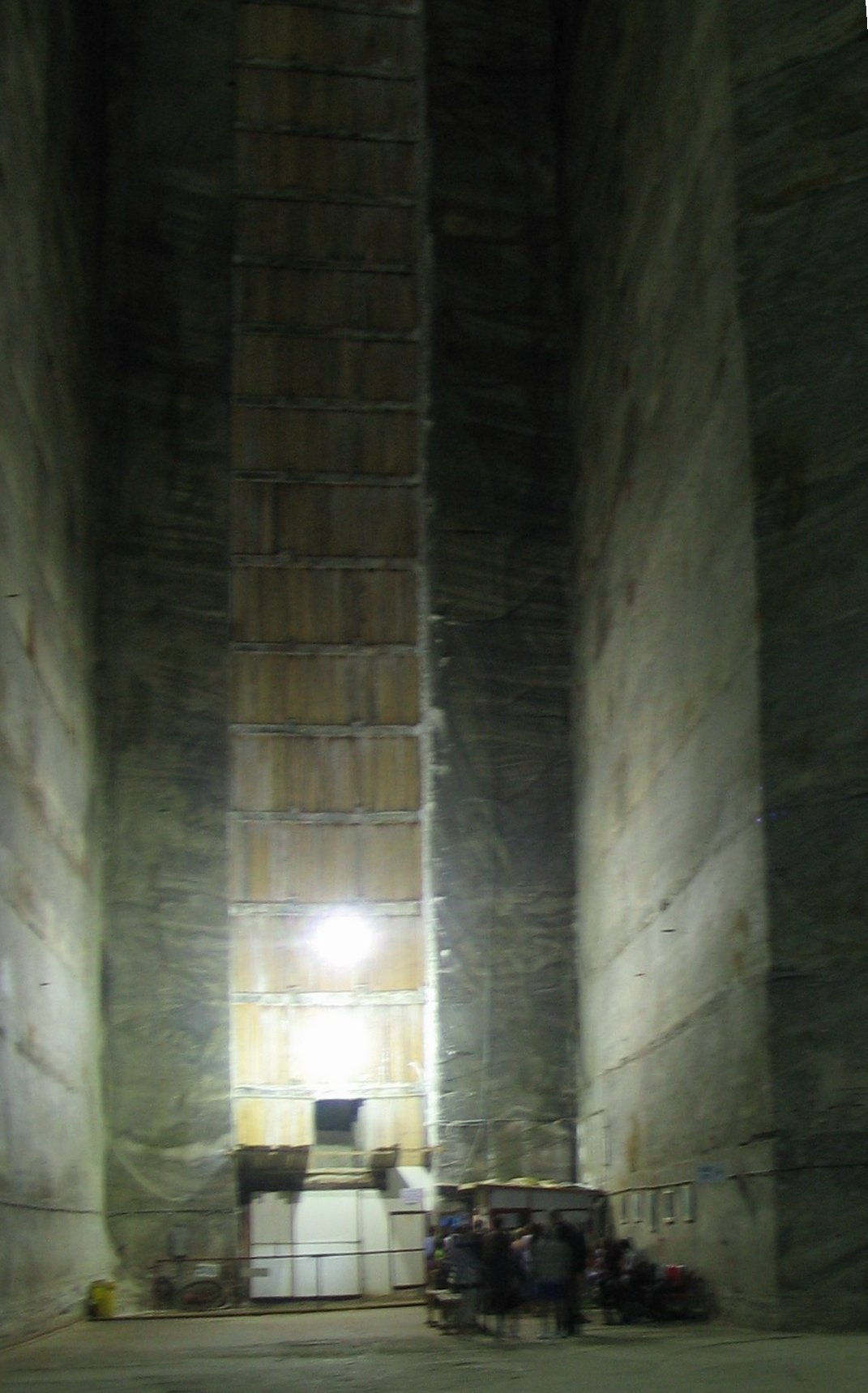
L'ascenseur
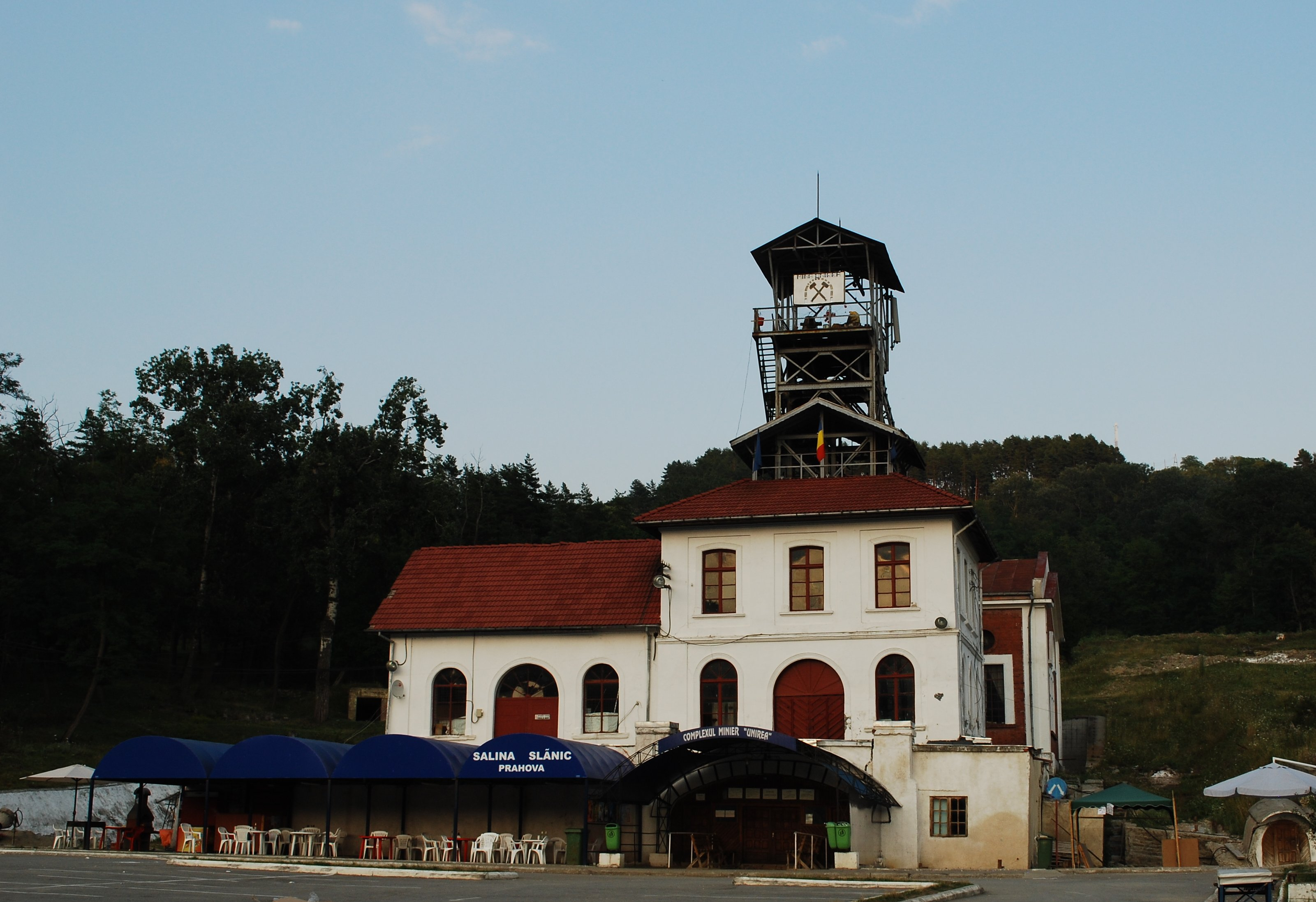
Bâtiment extérieur et entrée de la mine